# Югорский государственный университет
Югорский государственный университет (ЮГУ) — университет, находящийся в Ханты-Мансийске, Россия. Основан в октябре 2001 года.

## История
Основан в 2001 году на базе ранее существовавших в Ханты-Мансийске филиалов учебных заведений: Тюменской государственной сельскохозяйственной академии, Нижневартовского государственного педагогического института, Сибирской автомобильно-дорожной академии, Тюменской государственной сельскохозяйственной академии и Всероссийской государственной налоговой академии. ЮГУ стал первым в регионе вузом федерального подчинения.
В 2003 году для университета было построено новое главное здание, ставшее на тот момент самым высоким в Ханты-Мансийске.
В 2007 году в состав университета были включены ГОУ СПО: «Нижневартовский нефтяной техникум», «Сургутский нефтяной техникум», «Лянторский нефтяной техникум», «Нефтеюганский индустриальный колледж», ставшие его филиалами.
В ходе становления университета делался значительный акцент на использовании в процессе обучения студентов возможностей существовавших в регионе предприятий и НИИ. В частности, ранее существовавший факультет информатики и прикладной математики проводил обучение на базе Югорского НИИ информационных технологий.
В 2013 году Югорский государственный университет стал центром привлечения и подготовки волонтёров к Олимпиаде в Сочи.

## Общие сведения

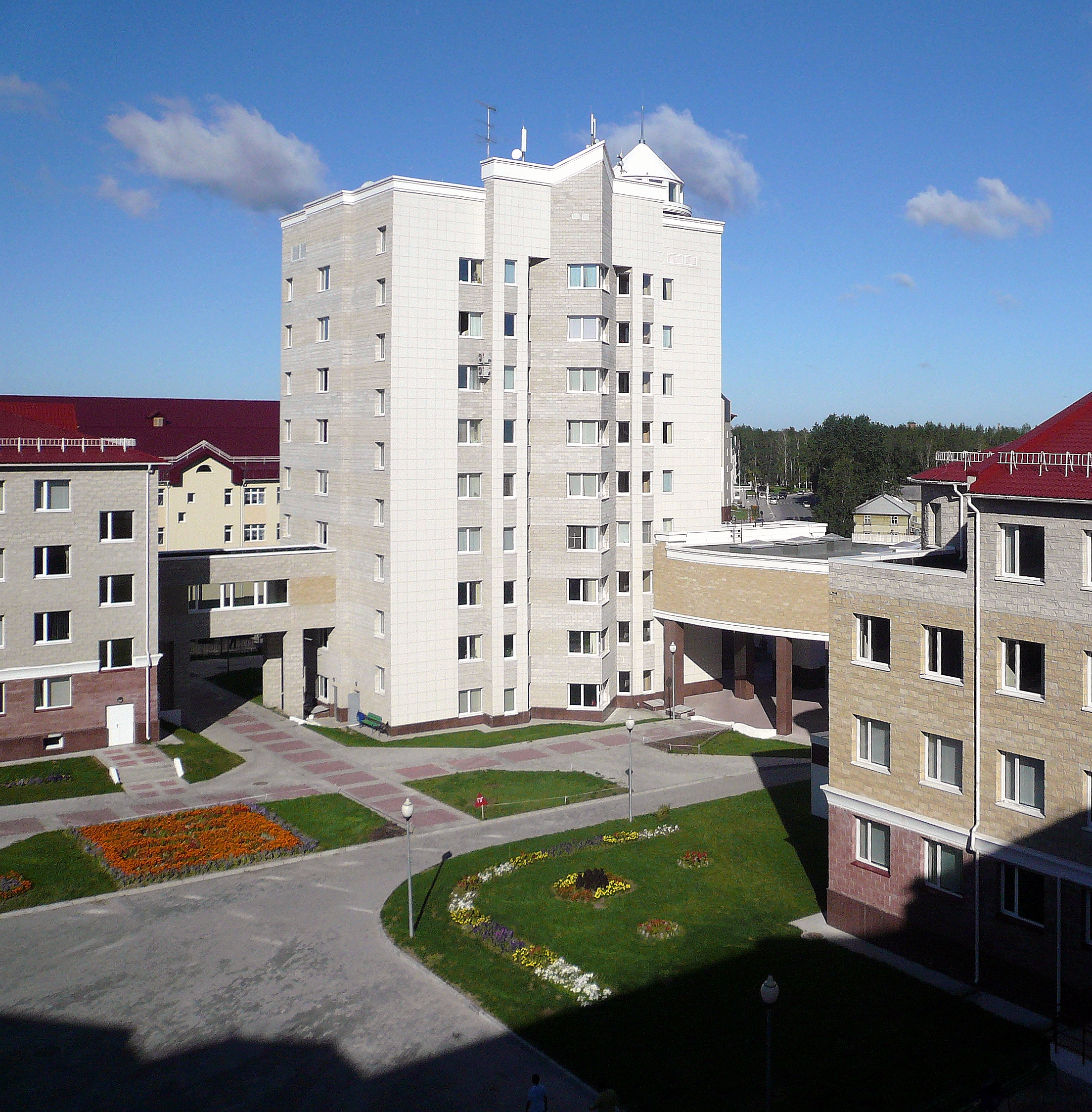
корпуса университета

Вуз располагается в 5 корпусах на ул. Чехова, д. 16 в г. Ханты-Мансийске, все из которых соединены между собой: 4 из них — учебные, 1 — административный. Также в состав вуза входит Спортивный комплекс с аудиториями, крутым 50-метровым бассейном и спортивными залами.
На 2022 год число студентов порядка 10 000, из которых 2985 - очная форма обучения, 869 - очно-заочная, 1099 - заочная, 107 - аспирантура, 5284 - СПО.

### Филиалы
В состав университета входит 4 филиала. Они существуют на базе следующих средне-специальных учебных заведения
- Индустриальный институт, г. Нефтеюганск
- Институт нефти и технологий, г. Сургут
- Лянторский нефтяной техникум, г. Лянтор
- Нефтяной институт, г. Нижневартовск
- Многопрофильный колледж, г. Ханты-Мансийск

### Институты
Университет включает в себя 9 высших школ :
- Инженерная школа цифровых технологий;
- Высшая школа цифровой экономики;
- Высшая школа права;
- Высшая экологическая школа;
- Высшая школа гуманитарных наук;
- Высшая психолого-педагогическая школа;
- Высшая школа физической культуры и спорта;
- Высшая нефтяная школа;
- Политехническая школа.

## Научная деятельность
Научно-исследовательская деятельность в Университете реализуется по различным направлениям и отраслям знаний.
Целевая модель ЮГУ к 2030 г. соответствует стратегическому видению Университета как регионообразующего, национально конкурентоспособного, международноинкорпорированного центра исследований и разработок:
в сфере низкоуглеродной экономики – обеспечивающих реализацию проектов по сокращению выбросов парниковых газов и увеличению их поглощения;
в сфере энергетики – обеспечивающих население и промышленные предприятия районов Крайнего Севера РФ надежными и чистыми источниками энергии;
в сфере новых материалов – обеспечивающих наличие востребованных на рынке «умных» веществ и материалов с заданными свойствами путем химического преобразования растительного и углеводородсодержащего сырья.
В Югорском государственном университете лидером в области научных исследований является НОЦ «Динамика окружающей среды и глобальные изменения климата» (директор: доктор биол. наук, профессор Е.Д. Лапшина). Благодаря деятельности НОЦ Университета сформирован конкурентоспособный потенциал в изучении научной проблемы определения биоразнообразия и функционирования природных экологических систем (естественных и нарушенных). Ученые НОЦ Университета занимают лидерские позиции по публикациям (топик T.1385 Peatlands; Methane Emission; Fens) в Европе и России.
Одним из важных направлений работы НОЦ является осуществление непрерывного (с 2009 г.) мониторинга потоков парниковых газов на международном полевом стационаре «Мухрино». Стационар «Мухрино», расположенный в центральной части Западной Сибири в 30 км к юго-западу от г. Ханты-Мансийска (территория площадью 1 573,4579 га) получил статус карбонового полигона в 2021 году.
В рамках национального проекта «Наука и университеты» ЮГУ участвует в научных проектах в формате Западно-Сибирского научно-образовательного центра мирового уровня, также в реализации научных проектов по созданию молодежных лабораторий:
-    «Разработка методики метагеномного анализа для экспресс-оценки воздействий на среду в условиях интенсивного недропользования» (с 2021 года)
-    «Пространственно-временная изменчивость углеродного баланса лесных и болотных экосистем средней тайги Западной Сибири» (ГИС лаборатория, с 2022)
За счет средств гранта Тюменской области в Университете открыта Лаборатория экосистемно-атмосферных связей лесоболотных комплексов (с 2020 года).
С 2022 года Университет включен в состав научно-образовательного Центра мониторинга климатически-активных веществ «Углерод в экосистемах: мониторинг», что позволило ЮГУ стать исполнителем важнейшего инновационного проекта государственного значения на срок до 2024 года.
С участием Университета формируются консорциумы трех типов: научно-образовательный консорциум с фокусом на поисковые исследования; научно-образовательный консорциум с фокусом на прикладные исследования; производственный консорциум, осуществляющий технологический трансфер (внедрение новых технологий в производство).
В университете функционируют студенческие научные объединения, в том числе студенческие конструкторские бюро. Аспиранты и магистранты университета принимают активное участие в научных проектах руководителей.
В 2022 году принято решение о создании на базе Университета совета по защите диссертаций на соискание ученой степени кандидата наук, на соискание ученой степени доктора наук 99.2.100.02 по научной специальности 5.1.4. Уголовно-правовые науки (юридические науки).
В университете выстроена система научных конгрессно-выставочных мероприятий. В рамках мероприятий научными коллективами Университета на постоянной основе проводятся научно-практические мероприятия различного уровня, такие как: Международный нефтяной академический конгресс им. Ф.К. Салманова, Региональная молодёжная конференция им. В. И. Шпильмана «Проблемы рационального природопользования и история геологического поиска в Западной Сибири», Всероссийская научно-практическая конференция «Актуальные тенденции развития и совершенствования местного самоуправления на современном этапе» и многие другие. В рамках внутриуниверситетских научных семинаров, реализуемых еженедельно, исследователями оттачиваются навыки интеллектуально спора и публичной научной дискуссии.

## Научные журналы
- «Вестник Югорского государственного университета» (входит в перечень ВАК);
- «Динамика окружающей среды и глобальные изменения климата».